# 自燃温度
自燃温度（英語：autoignition temperature）或自燃点（英語：kindling point）指的是常压下，可燃物在没有外部火源点燃时發生自燃的最低温度。在日常生活中所看到的自燃，原因大部分都是自燃點太低所造成。例如白磷的自燃點僅為34℃，只要稍微加熱便會自燃，故通常保存於水中。
自燃温度这一温度是用于克服该物质发生燃烧的活化能。当环境中氧气含量较高时，该化学物质的燃烧温度将降低。通常用自燃温度衡量某种燃料的混合物。液态化学物质的自燃温度采用下述方法测量：将可燃液体放入500毫升烧瓶中，将烧瓶置于恒温炉中，按照ASTM E659进行测量。当测量塑料的自燃温度时，可以在较大的压力和100%氧气环境中测量自燃温度。

## 自燃方程
向物質施加熱流{\displaystyle q''}，使得它由原來溫度{\displaystyle T_{0}}加熱到自燃點{\displaystyle T_{ig}}所需的時間{\displaystyle t}為：
{\displaystyle t=\left({\frac {\pi }{4}}\right)\left(k\rho c\right)\left[{\frac {T_{ig}-T_{0}}{q''}}\right]} 
- k = 熱傳導係數（W/(m·K)）
- ρ = 密度（kg/m³）
- c = 比熱容量（J/(kg·K)）
- q（W/m²）
- {\displaystyle T_{0},T_{ig}}（℃或K）

## 某些物质的自燃温度
各个资料来源中给出的自燃温度差别很大，只能参考使用。影响自燃温度的因素包括氧气的分压、海拔引起的气压变化、湿度、和等待时间。通常来说烃/空气的自燃温度随烃的相对分子质量增加而减少。支化的烃也比直链烃的自燃温度要高。
| 物质       | 自燃温度（℃） | 自燃温度（℉） | 来源或备注                 |
| ---------- | ------------- | ------------- | -------------------------- |
| 三乙基硼烷 | −20           | −4            |                            |
| 硅烷       | 21            | 70            | 或者更低                   |
| 白磷       | 34            | 93            | 与有机物接触时，否则会熔化 |
| 二硫化碳   | 90            | 194           |                            |
| 乙醚       | 160           | 320           | [ 5 ]                      |
| 汽油       | 247—280       | 477—536       | [ 6 ]                      |
| 乙醇       | 363           | 685           | [ 6 ]                      |
| 柴油       | 399           | 750           | 或者更低                   |
| 丁烷       | 405           | 761           | [ 8 ]                      |
| 纸         | 218—246       | 424—475       | [ 7 ] [ 9 ]                |
| 皮革       | 200—212       | 392—414       | [ 7 ] [ 10 ]               |
| 镁         | 473           | 883           |                            |
| 氢气       | 536           | 997           | [ 11 ]                     |

## 链接
- 热厚材料有效热性能分析.